# 曾忠
曾忠（?—?），福建沙縣人，清朝政治人物、進士出身。
乾隆十三年，登進士，擔任崇陽縣知县。